# Stora Gungflyet

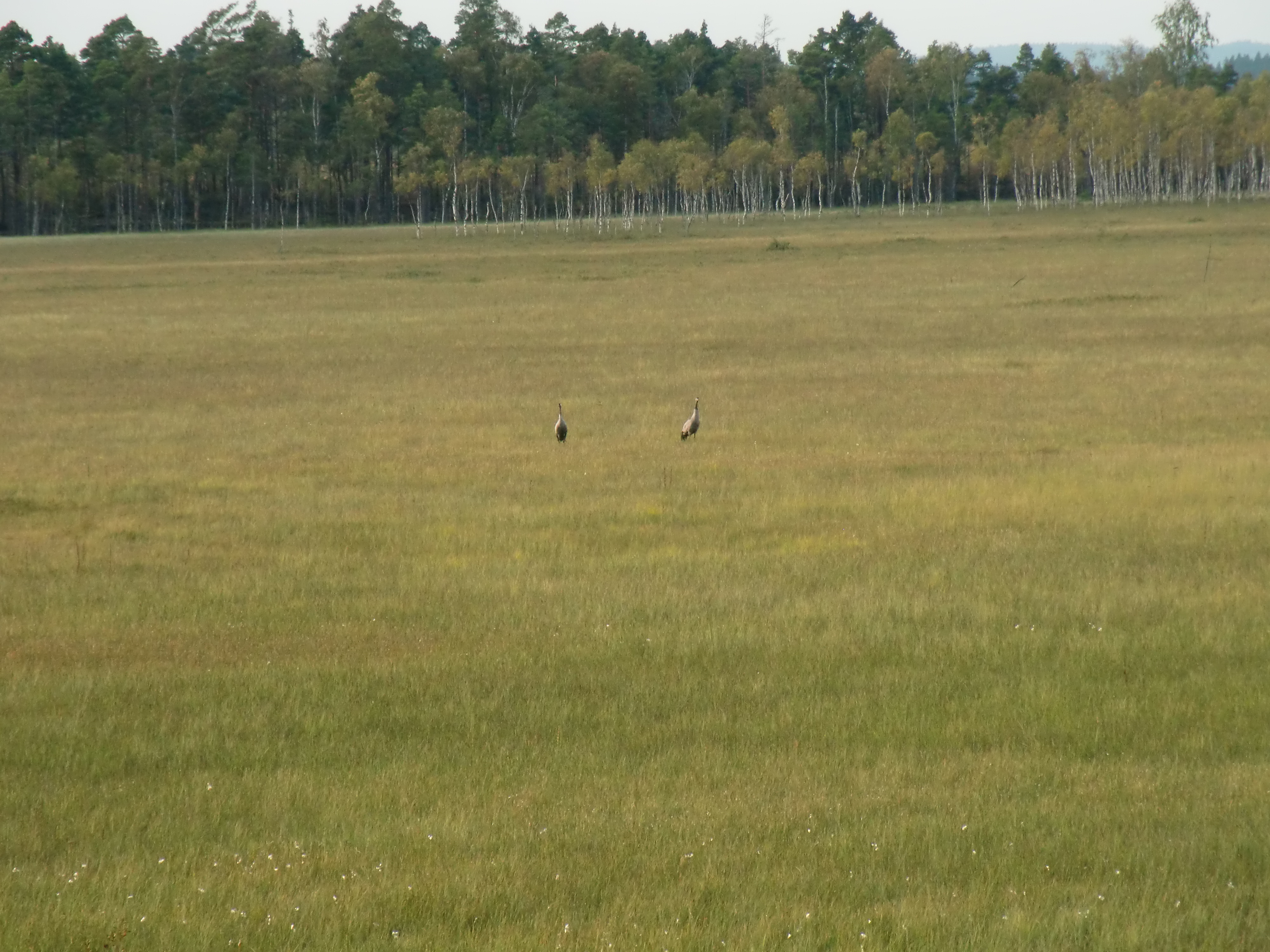
Stora Gunflyet mit Kranichen (Blick von Osten)

Stora Gungflyet ist ein Schwingrasen auf dem zum Moorgebiet des Nationalpark Store Mosse gehörenden See Kävsjön in Schweden.
Der Schwingrasen erstreckt sich im südöstlichen Teil des Sees und erreicht bei einer Breite von etwa einem Kilometer eine Länge von circa 2 Kilometer. Je nach dem Wasserstand des Sees hebt oder senkt sich auch Stora Gungflyet. Das Stora Gungflyet ist eine große rasenartige Pflanzendecke und stellt einer Verlandungsvegetation dar. Die Fläche ist weitgehend baumfrei. Allerdings breiten sich auf der stärker werdenden Pflanzendecke auch Birken und Sträucher aus. Auf offenen Flächen wächst Gagelstrauch, in den Randbereichen wachsen Schnabel-Segge, Fieberklee und Teich-Schachtelhalmen.
Westlich des Stora Gungflyet, in welchem jedes Jahr etwa zehn Kranichpaare nisten, befindet sich ein Vogelbeobachtungsturm.

## Geschichte
Die Bildung von Stora Gungflyet begann im 19. Jahrhundert. Der Wasserspiegel des Sees wurde 1840 um einen Meter gesenkt, um Weide- und Ackerflächen zu gewinnen. Der ehemalige Seegrund wurde von Pflanzen bedeckt. In den 1950er Jahren wurde die Mahd des Gebiets des Stora Gungflyet eingestellt, so dass der Bereich zuwuchs. Die Pflanzendecke des sich heute frei entwickelnden Schwingrasens wird mächtiger.